# Hazembourg
Hazembourg és un municipi francès, situat al departament del Mosel·la i a la regió del Gran Est. L'any 2007 tenia 117 habitants.

## Demografia

### Població
El 2007 la població de fet de Hazembourg era de 117 persones. Hi havia 53 famílies, de les quals 20 eren unipersonals (12 homes vivint sols i 8 dones vivint soles), 21 parelles sense fills i 12 parelles amb fills.
La població ha evolucionat segons el següent gràfic:
Habitants censats

### Habitatges
El 2007 hi havia 60 habitatges, 55 eren l'habitatge principal de la família i 5 estaven desocupats. 53 eren cases i 7 eren apartaments. Dels 55 habitatges principals, 47 estaven ocupats pels seus propietaris i 8 estaven llogats i ocupats pels llogaters; 1 tenia dues cambres, 9 en tenien tres, 10 en tenien quatre i 34 en tenien cinc o més. 46 habitatges disposaven pel capbaix d'una plaça de pàrquing. A 21 habitatges hi havia un automòbil i a 28 n'hi havia dos o més.

### Piràmide de població
La piràmide de població per edats i sexe el 2009 era:
| Homes | Edats   | Dones |
| ----- | ------- | ----- |
| 0     | 95 o +  | 0     |
| 0     | 90 a 94 | 0     |
| 0     | 85 a 89 | 0     |
| 0     | 80 a 84 | 4     |
| 0     | 75 a 79 | 4     |
| 8     | 70 a 74 | 4     |
| 0     | 65 a 69 | 4     |
| 0     | 60 a 64 | 4     |
| 4     | 55 a 59 | 4     |
| 0     | 50 a 54 | 0     |
| 4     | 45 a 49 | 0     |
| 8     | 40 a 44 | 4     |
| 8     | 35 a 39 | 8     |
| 4     | 30 a 34 | 4     |
| 0     | 25 a 29 | 4     |
| 0     | 20 a 24 | 0     |
| 8     | 15 a 19 | 12    |
| 16    | 10 a 14 | 4     |
| 0     | 5 a 9   | 4     |
| 0     | 0 a 4   | 4     |

## Economia
El 2007 la població en edat de treballar era de 75 persones, 51 eren actives i 24 eren inactives. De les 51 persones actives 46 estaven ocupades (27 homes i 19 dones) i 5 estaven aturades (2 homes i 3 dones). De les 24 persones inactives 5 estaven jubilades, 8 estaven estudiant i 11 estaven classificades com a «altres inactius».

## Poblacions més properes
El següent diagrama mostra les poblacions més properes.